# Love on the Rocks (альбом)
Love on the Rocks — семнадцатый студийный альбом американской певицы Джули Лондон, выпущенный в 1962 году на лейбле Liberty Records. Продюсером альбома стал Снафф Гарретт.
Основные треки были записаны в чикагской студии Liberty Records за три ночных сессии после того, как Джули закончила свои вечерние живые выступления в ночном клубе Mister Kelly’s. Дополнительные треки были записаны позже в Лос-Анджелесе, где аранжировщик Пит Кинг также добавил оркестровые наложения.

## Список композиций
| №  | Название                   | Автор(ы)                       | Длительность |
| -- | -------------------------- | ------------------------------ | ------------ |
| 1. | «How Did He Look?»         | Глэдис Шелли, Эбнер Сильвер    | 2:35         |
| 2. | «What’s New?»              | Боб Хаггард, Джонни Берк       | 2:36         |
| 3. | «The End of a Love Affair» | Эдвард Реддинг                 | 2:18         |
| 4. | «A Cottage for Sale»       | Уиллард Робисон, Ларри Конли   | 2:35         |
| 5. | «Where Are You?»           | Джимми Макхью, Гарольд Адамсон | 2:36         |
| 6. | «Willow Weep for Me»       | Энн Ронелл                     | 3:20         |

| №                   | Название                      | Автор(ы)                    | Длительность |
| ------------------- | ----------------------------- | --------------------------- | ------------ |
| 1.                  | «Guess Who I Saw Today»       | Мюррей Гранд, Элисс Бойд    | 3:05         |
| 2.                  | «Where Did the Gentleman Go?» | Бобби Труп                  | 2:55         |
| 3.                  | «Don’t Worry ’bout Me»        | Руб Блум, Тед Колер         | 2:37         |
| 4.                  | «I’ll Be Seeing You»          | Сэмми Фейн, Ирвинг Каал     | 2:10         |
| 5.                  | «The Man that Got Away»       | Гарольд Арлен, Айра Гершвин | 3:36         |
| 6.                  | «Love on the Rocks»           | Франсин Форест, Боб Хьюз    | 2:40         |
| Общая длительность: | Общая длительность:           | Общая длительность:         | 33:26        |

## Участники записи
- Джули Лондон — вокал
- Джек Шелдон — труба
- Джон Грей — гитара
- Чак Бергхофер — контрабас
- Кенни Хьюм — ударные
- Пит Кинг — аранжировщик, дирижер